# 4466 Abai
4466 Abai este un asteroid din centura principală, descoperit pe 23 septembrie 1971 de Crimean Ap. Obs...